# Lennart Sager
Karl Leonard Sager, känd som Lennart Sager, född 1 september 1910 i Fässbergs församling i Mölndal, död 1 september 1978 i Kungälv, var en svensk präst.

## Biografi
Lennart Sager avlade teologie kandidatexamen i Uppsala 1937 och prästvigdes 1938. 1944 blev han stiftsadjunkt i Halmstad. Åren 1944–1946 var han militärpastor vid Hallands flygflottilj. 1946 blev han komminister i Skepplanda församling och 1955 blev han kyrkoherde i Skepplanda pastorat där han stannade till pensionen. Han var son till kyrkoherde Axel Mauritz Sager (1867–1914), vars mormor var dotter till bruksförvaltaren Gustaf Sager (1770–1832). Fadern hette ursprungligen Andersson och antog namnet Sager på 1880-talet.